# Виксен Стил
Виксен Стил (Vyxen Steel, род. 29 марта 1992 года, Монреаль, Квебек, Канада) — канадская порноактриса.

## Биография
Родилась в марте 1992 года в Монреале, провинция Квебек, Канада. Начала сниматься в фильмах для взрослых в 2011 году, в возрасте 19 лет. Работала со студиями Dogfart, Pegas Productions, Evil Angel, Elegant Angel, Pulse Distribution, Hustler, Burning Angel, Girlfriends Films и Jules Jordan Video.
В 2014 году была первый раз номинирована на AVN Awards за роль в POV Punx 7 с Джеймсом Дином.
Сценическое имя составлено из немецкого слова Vyxen (нем. Vixen — лиса) и любимой рок-группы актрисы Steel Panther.
В апреле 2016 года Стил опубликовала в своем профиле Instagram, что находится на четвёртом месяце беременности. Она сделала перерыв съёмках и через некоторое время вернулась. Снялась более чем в 80 фильмах.

## Избранная фильмография
- Anal Required 5,[5]
- Axel Braun’s Inked,[6]
- Bra Busters 7,[7]
- Busty Pin-Ups!,[8]
- Camping X-Treme 2,[9]
- Jug Jocky,[10]
- Lex’s Tattooed Vixens,[11]
- Liquid Lesbians,[12]
- Masseuses Lesbiennes[13],
- Quebec Ink[14].

## Премии и номинации
| Год  | Церемония             | Результат | Номинация                   | Работа     |
| ---- | --------------------- | --------- | --------------------------- | ---------- |
| 2014 | AVN Awards            | Номинация | Лучшая сцена гонзо          | POV Punx 7 |
| 2015 | Inked Awards          | Номинация | Исполнительница года        | н/д        |
| 2015 | Inked Awards          | Номинация | Лучший анальный исполнитель | н/д        |
| 2015 | Inked Awards          | Номинация | Лучший орал                 | н/д        |
| 2015 | Nightmoves            | Номинация | Best Ink                    | н/д        |
| 2015 | Nightmoves Fan Awards | Номинация | Best Ink                    | н/д        |